# خميس الأسرار

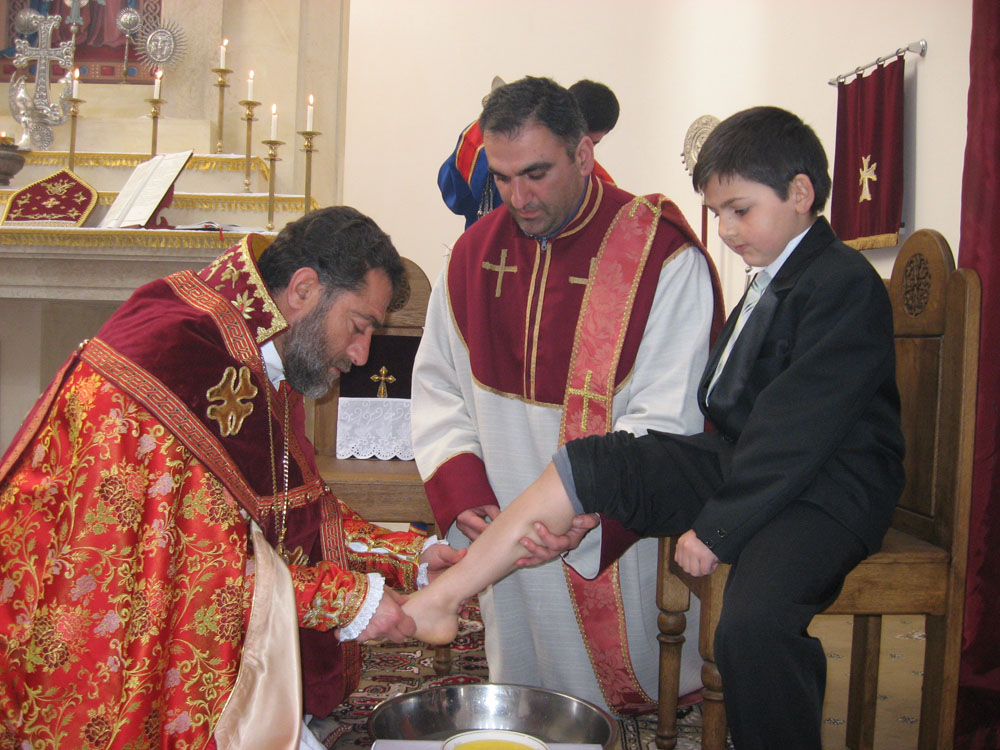
صورة لكاهن من كنيسة الأرمن الأرثوذكس يقوم بغسل أرجل المصليين في يوم خميس العهد.

خميس العهد أو الغُسْل ويعرف أيضاً بالخميس المقدس أو الخميس الأسرار وهو عيد مسيحي أو يوم مقدس يسبق عيد الفصح؛ وهو ذكرى العشاء الأخير ليسوع المسيح مع تلاميذه (وفقًا للإنجيل الكنسي). وهو اليوم الذي غسل فيه يسوع أرجل تلاميذه ووعظ فيهم بأن يحبوا بعضهم البعض كما أحبهم هو وترك لهم وصيته. ويقوم الكاهن في كثير من الكنائس الكاثوليكية والبروتستانتية والأرثوذكسية بغسل أرجل المصليين ورشمهم بالزيت في هذا اليوم. أيضًا في يوم خميس العهد تم القبض على يسوع ليلاً بعد خيانة يهوذا له وتسليمه لليهود ومحاكمته بتهمة التجديف وفقًا للرواية المسيحية.
خميس العهد هو اليوم الخامس من أسبوع الآلام يسبقهٌ أربعاء البصخة ويليه الجمعة العظيمة. يقع تاريخ هذا اليوم دائماً بين 19 مارس و 22 أبريل. لكن هذه التواريخ تقع في أيام مختلفة اعتماداً على ما إذا إستُخدم الغريغوري أو التقويم اليولياني. الكنائس الشرقية عموماً تستخدم التقويم اليولياني. لذلك يكون الاحتفال بالعيد على مدى ال21 قرن بين 1 أبريل و 5 مايو في التقويم الميلادي (الغريغوري) والأكثر شيوعًا.

## الاسم
سمي في مصر خميس العدس حيث كانت مسيحيون مصر تطبخ فيه العدس المصفي ويسميه أهل الشام خميس الأرز أو خميس البيض وكذلك مسيحيون الأندلس يسمونه خميس أبريل وكان الفاطميون يحتفلون بهذا العيد مشاركة لرعاياهم من الأقباط ومن رسومهم فيه ضرب نقود تذكارية من الذهب تسمى خراريب (جمع خروبة)، توزع على رجال الدولة بمقادير معلومة.

## الأصول الكتابية

### رواية الإنجيل

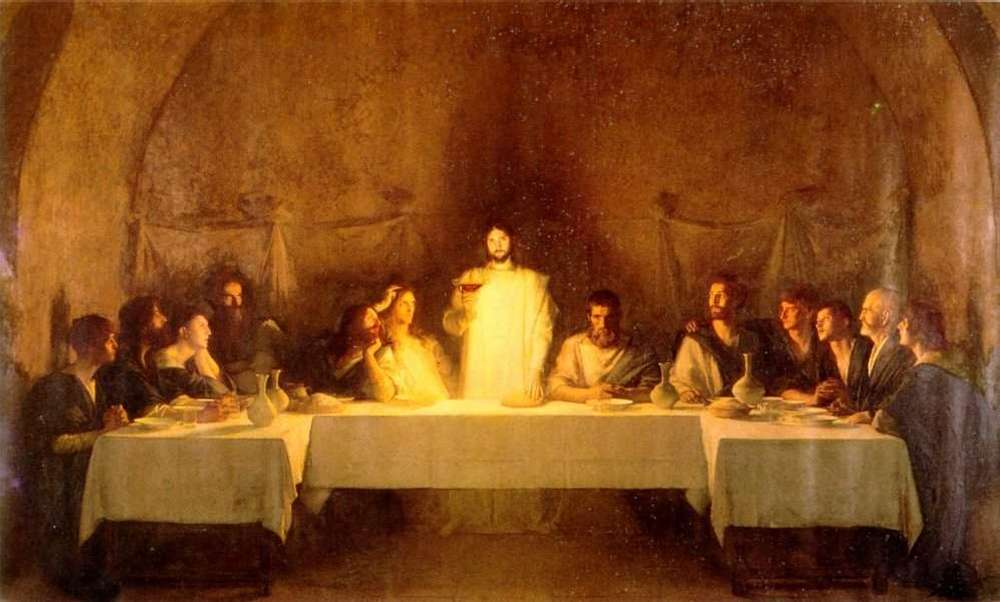
أيقونة تظهر العشاء الأخير، حين قدّم المسيح الخبز على أنه جسده.

استذكارًا لليلة خروجهم من مصر، يقيم اليهود حسب شريعة موسى في أول أيام الفطير، عشاءً خاصًا يتناولون فيه خبزًا فطيرًا لأن أسلافهم ليلة الخروج لم يجدوا الوقت لتخمير الخبز فأكلوه فطيرًا. هذه المناسبة، الخامة في التقليد اليهودي، احتفل بها المسيح مع التلاميذ الاثني عشر في القدس. وبعد أن تناولوا العشاء، قدّم المسيح الخبز على أنه جسده، وكأس النبيذ على أنها دمه، وطلب استذكار هذا الحدث إلى أن يأتي ثانية، مؤسسًا بذلك القداس الإلهي وسر القربان. حَفل العشاء الأخير بالعديد من الأحداث، فقد تنبأ يسوع أن يهوذا سيخونه، وأن بطرس سينكره ثلاث مرات قبل صياح الديك، وقدّم خطبته الأخيرة للتلاميذ، والتي تدون بشيء من التفصيل في إنجيل يوحنا «التلميذ الذي كان متكئًا على حضن يسوع خلال العشاء» حسب التقليد. وركّز يسوع في هذه الخطبة، على المحبة معتبرًا إياها العلامة الفارقة: «بهذا يعرف الجميع أنكم تلاميذي: إن كنتم تحبون بعضكم بعضًا»، (يوحنا 13: 35). وكان يسوع قد بدأ العشاء بأن غسل أقدام التلاميذ حسب عادة العبيد، ليعلمهم بالفعل لا بالقول فقط، الاتضاع والعطاء وروح الخدمة. وكان الختام بتلاوة المزامير 115-118 المرتبطة تقليديًا بعيد الفصح حسب ما يذكر إنجيل متى.
بعد العشاء، غادر يسوع ومعه التلاميذ إلى خارج المدينة نحو جبل الزيتون، حيث كان يمضي أغلب وقته، وفي الجثمانية، أخذ معه بطرس وابنا زبدي، ثم انفرد بنفسه لكي يصلي، وأعلن عن حزنه وقد ظهر له ملاك من السماء يشدده؛ وعندما فرغ من صلاته، عاد إلى التلاميذ، فوجدهم نيام، وبعد برهة قصيرة، حضر يهوذا الإسخريوطي برفقة حرس الهيكل وجند رومان وعدد من الشيوخ، وكانت العلاقة المتفق عليها بين يهوذا والجند، أن من يقبله يكون هو المطلوب اعتقاله، وإذا قبّله، حاول بطرس الدفاع عنه وقطع أذن عبد رئيس الكهنة ملخس، فأعادها يسوع بمعجزة، وفي حين هرب القسم الأكبر من التلاميذ، سيق يسوع إلى مقر رئيس الكهنة.